# Lioscincus greeri
Lioscincus greeri är en ödleart som beskrevs av  Böhme 1979. Lioscincus greeri ingår i släktet Lioscincus och familjen skinkar. IUCN kategoriserar arten globalt som otillräckligt studerad.
Artens utbredningsområde är Nya Kaledonien. Inga underarter finns listade i Catalogue of Life.